# رودخانه آویا
رودخانه آویا (به انگلیسی: Avia (river)) رودخانه‌ای است که در اسپانیا جریان دارد.